# بيرت كونينغهام
بيرت كونينغهام (بالإنجليزية: Bert Cunningham)‏ هو لاعب كرة قاعدة أمريكي، ولد في 25 نوفمبر 1865 في ويلمنغتون في الولايات المتحدة، وتوفي في 14 مايو 1952.

## وصلات خارجية
- بيرت كونينغهام على موقع دوري كرة القاعدة الرئيسي (الإنجليزية)
- بيرت كونينغهام على موقعبيزبول رفرنس.كوم (الدوري الرئيسي) (الإنجليزية)
- بيرت كونينغهام على موقعبيزبول رفرنس.كوم (الدوري الثانوي) (الإنجليزية)
- بيرت كونينغهام على موقع إي إس بي إن.كوم (أم.أل.بي) (الإنجليزية)
- بيرت كونينغهام على موقع مشجعي الرسوم البيانية (الإنجليزية)